# Klasyfikacja medalowa Zimowych Igrzysk Olimpijskich 1928

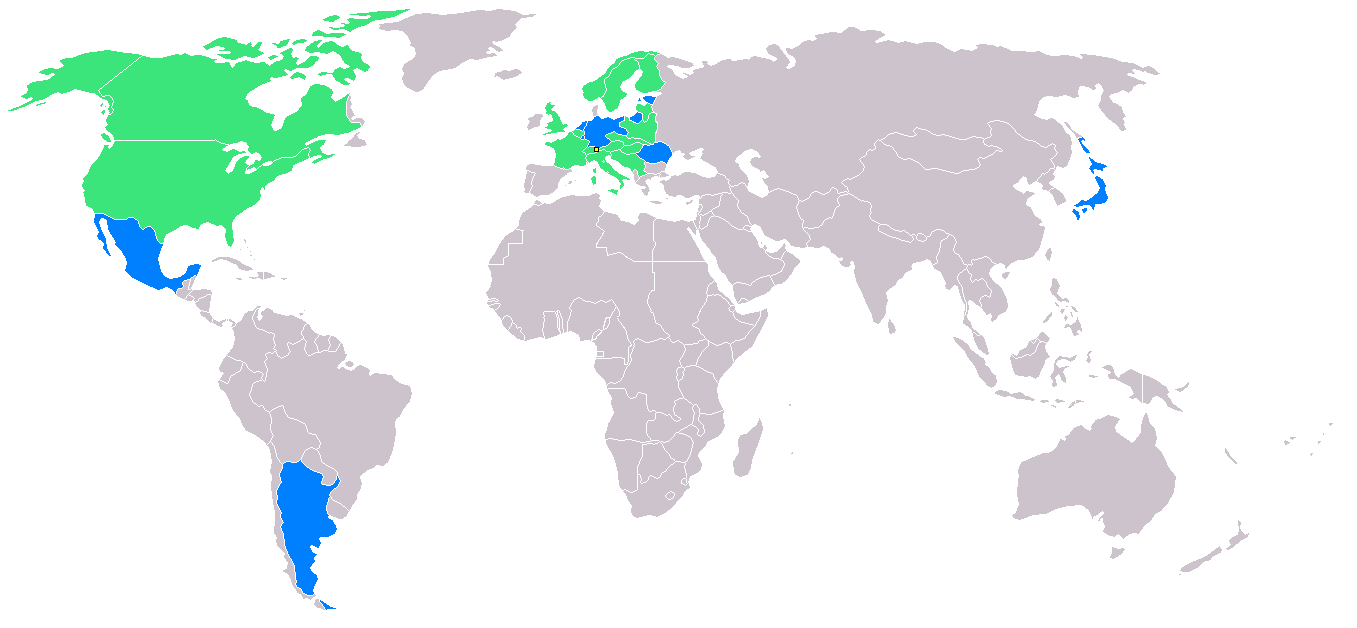
Państwa uczestniczące w Zimowych Igrzyskach Olimpijskich 1928 (na niebiesko państwa debiutujące)

Klasyfikacja medalowa Zimowych Igrzysk Olimpijskich 1928 – zestawienie państw sklasyfikowanych według liczby zdobytych medali podczas II Zimowych Igrzysk Olimpijskich, które odbyły się w dniach 11–19 lutego 1928 roku w Sankt Moritz (Szwajcaria).
W igrzyskach brało udział 461 sportowców (w tym 28 kobiet) z 25 krajów, którzy uczestniczyli w 14 konkurencjach w ośmiu dyscyplinach sportowych. Rozegrano ponadto dwie dyscypliny pokazowe – patrol wojskowy (odpowiednik dzisiejszego biathlonu) oraz skijöring. Sporty pokazowe nie są wliczane do ogólnej klasyfikacji medalowej igrzysk; w tym haśle poświęcone są im osobne sekcje na końcu artykułu.
Zawodnicy reprezentujący dwanaście krajów zdobyli przynajmniej jeden medal, z czego sześć reprezentacji zdobyło przynajmniej jedno złoto. Tym samym 13 reprezentacji, które przyjechały na igrzyska, nie zdobyły żadnego medalu. Dziewięć nacji uczestniczyło w igrzyskach po raz pierwszy, a były to: Argentyna, Estonia, Holandia, Japonia, Litwa, Luksemburg, Meksyk, Niemcy (startujące jako Republika Weimarska) oraz Rumunia.
Najwięcej medali zdobyli reprezentanci Norwegii, których dorobek w sumie wyniósł sześć złotych medali, cztery srebrne i pięć brązowych. Indywidualnie zaś najwięcej medali zdobył Bernt Evensen, także Norweg (trzy medale). Natomiast najwięcej złotych medali wywalczyli: Norweg Johan Grøttumsbråten i Fin Clas Thunberg (2 złote medale).
Dwa kraje po raz pierwszy w swojej historii zdobyły medale olimpijskie. Dla debiutującej w igrzyskach Republiki Weimarskiej brąz wywalczyła pięcioosobowa osada bobslejowa w składzie: Hanns Kilian, Valentin Krempl, Hans Heß, Sebastian Huber i Hans Nägle. Czechosłowacja zdobyła także jeden brąz, a wywalczył go skoczek narciarski Rudolf Burkert.
W dyscyplinach oficjalnych wystąpiło 24 Polaków, którzy wystąpili w pięciu z nich (kolejnych czterech wystąpiło w patrolu wojskowym – dyscyplinie pokazowej). Reprezentanci Polski nie zdobyli jednak żadnego medalu (podobnie jak cztery lata wcześniej).
Medale olimpijskie zostały wykonane przez szwajcarską firmę Huguenin Frères z Le Locle. Na awersie każdego takiego medalu znalazła się postać łyżwiarza figurowego z rozłożonymi rękami, który otoczony został kilkoma płatkami śniegu. Rewers zawiera koła olimpijskie umieszczone w górnej części, a także gałązki oliwne. Pod kołami olimpijskimi znajduje się inskrypcja – II. JEUX OLYMPIQUES D’HIVER ST.-MORITZ 1928 (co można przetłumaczyć jako II Zimowe Igrzyska Olimpijskie St. Moritz 1928).

## Klasyfikacja państw
Poniżej znajduje się pełna tabela medalowa Zimowych Igrzysk Olimpijskich 1928 bazująca na oficjalnych raportach Międzynarodowego Komitetu Olimpijskiego. Klasyfikacja posortowana jest według liczby złotych medali zdobytych przez dane państwo. W dalszej kolejności pod uwagę brane są medale srebrne oraz brązowe. Jeśli pomimo tego jakieś reprezentacje mają taki sam dorobek medalowy, to usytuowane są w kolejności alfabetycznej.
Nietypowy rozkład medali wystąpił w jednej z konkurencji łyżwiarstwa szybkiego. W wyścigu indywidualnym na 500 metrów pięciu zawodników zdobyło medale – dwóch zostało mistrzami olimpijskimi, a trzech zdobyło brązowe medale (nie przyznano srebrnych medali). Przyczyną tej sytuacji był pomiar czasu mierzony z dokładnością tylko do dziesiątych części sekundy, co wynikało z możliwości ówczesnej techniki.
| Miejsce | Państwo          | Złoto | Srebro | Brąz | Razem |
| ------- | ---------------- | ----- | ------ | ---- | ----- |
| 1.      | Norwegia         | 6     | 4      | 5    | 15    |
| 2.      | USA              | 2     | 2      | 2    | 6     |
| 3.      | Szwecja          | 2     | 2      | 1    | 5     |
| 4.      | Finlandia        | 2     | 1      | 1    | 4     |
| 5.      | Francja          | 1     | –      | –    | 1     |
| 5.      | Kanada           | 1     | –      | –    | 1     |
| 7.      | Austria          | –     | 3      | 1    | 4     |
| 8.      | Belgia           | –     | –      | 1    | 1     |
| 8.      | Czechosłowacja   | –     | –      | 1    | 1     |
| 8.      | Rzesza Niemiecka | –     | –      | 1    | 1     |
| 8.      | Szwajcaria       | –     | –      | 1    | 1     |
| 8.      | Wielka Brytania  | –     | –      | 1    | 1     |
| Razem   | Razem            | 14    | 12     | 15   | 41    |

## Klasyfikacja według dyscyplin

### Biegi narciarskie
Zawody w biegach narciarskich rozegrano 14 lutego. O medale walczyło 74 zawodników z 15 krajów w dwóch konkurencjach (byli to wyłącznie mężczyźni).
Medale w tej dyscyplinie zdobyli przedstawiciele jedynie dwóch państw – Norwegii i Szwecji (każdy zawodnik zdobył po jednym medalu). W tabeli medalowej zostały te reprezentacje sklasyfikowane ex aequo na pierwszym miejscu.
| Miejsce | Państwo  | Złoto | Srebro | Brąz | Razem |
| ------- | -------- | ----- | ------ | ---- | ----- |
| 1.      | Norwegia | 1     | 1      | 1    | 3     |
| 1.      | Szwecja  | 1     | 1      | 1    | 3     |
| Razem   | Razem    | 2     | 2      | 2    | 6     |

### Bobsleje

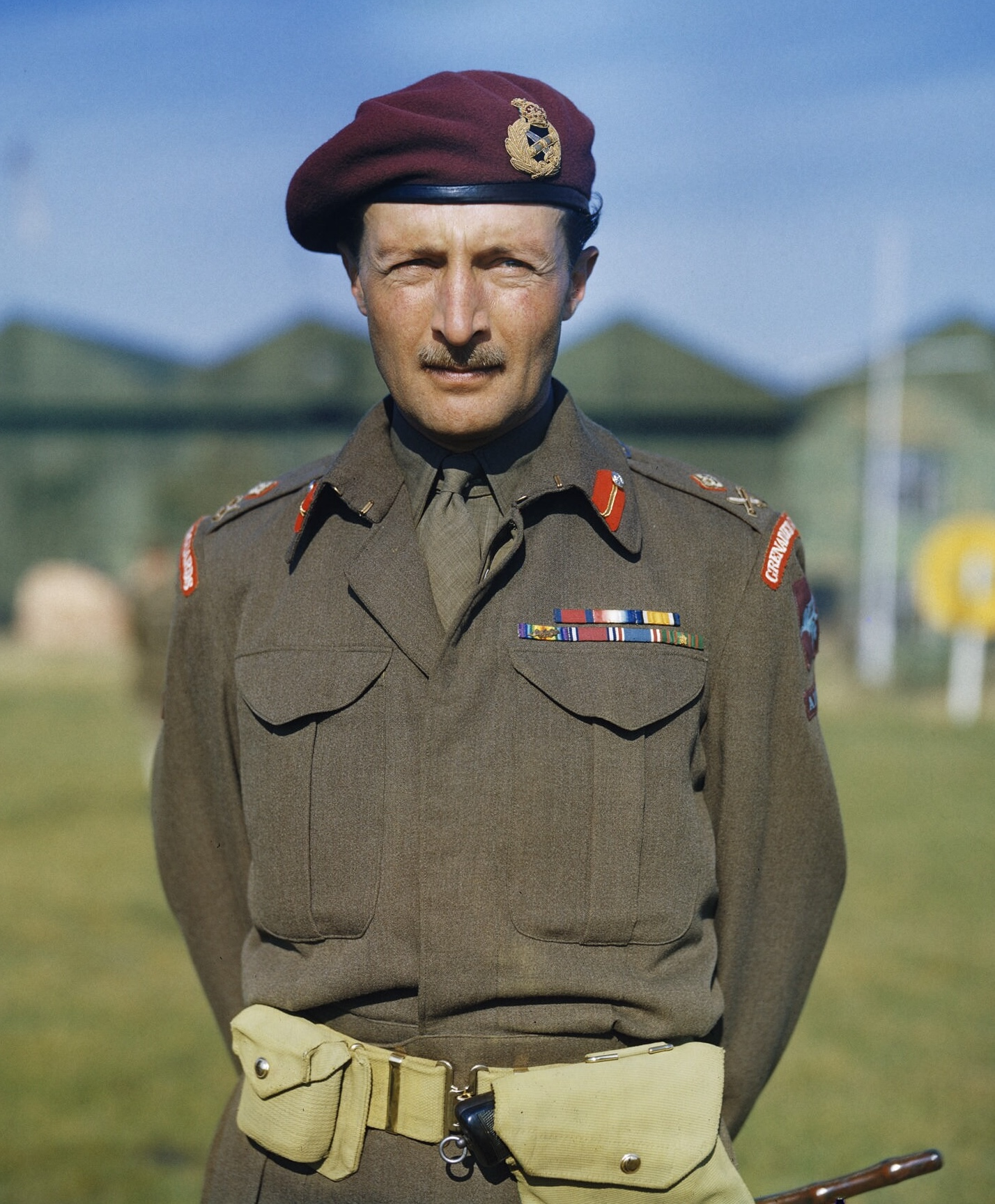
Generał Frederick Browning, jeden z uczestników zawodów bobslejowych

Zawody w bobslejach rozegrano 18 lutego. 116 zawodników z 14 krajów wystąpiło w konkurencji piątek (tylko mężczyźni).
Medale w tej dyscyplinie zdobyli przedstawiciele dwóch państw – Niemiec i Stanów Zjednoczonych. W tabeli medalowej lepsze okazały się Stany Zjednoczone.
| Miejsce | Państwo          | Złoto | Srebro | Brąz | Razem |
| ------- | ---------------- | ----- | ------ | ---- | ----- |
| 1.      | USA              | 1     | 1      | –    | 2     |
| 2.      | Rzesza Niemiecka | –     | –      | 1    | 1     |
| Razem   | Razem            | 1     | 1      | 1    | 3     |

### Hokej na lodzie
Hokej na lodzie został rozegrany w dniach 11–19 lutego. W zawodach mężczyzn wystąpiło 11 narodowych reprezentacji (była to jedyna konkurencja hokejowa).
W zawodach zwyciężyli Kanadyjczycy, którzy okazali się lepsi od Szwedów i Szwajcarów.
| Miejsce | Państwo    | Złoto | Srebro | Brąz | Razem |
| ------- | ---------- | ----- | ------ | ---- | ----- |
| 1.      | Kanada     | 1     | –      | –    | 1     |
| 2.      | Szwecja    | –     | 1      | –    | 1     |
| 3.      | Szwajcaria | –     | –      | 1    | 1     |
| Razem   | Razem      | 1     | 1      | 1    | 3     |

### Łyżwiarstwo figurowe
Łyżwiarstwo figurowe rozegrano 14 i 15 lutego. W trzech konkurencjach wystąpiło 51 łyżwiarzy z 12 krajów, w tym większość (28) stanowiły kobiety. Była to też jedyna sportowa dyscyplina na tych igrzyskach, do której dopuszczono kobiety.
Najwięcej medali zdobyli Austriacy (4), żaden z nich nie zdobył jednak złota. W każdej konkurencji zwyciężyli przedstawiciele innego państwa, nie zdobyli oni jednak więcej medali, toteż w tabeli medalowej trzy państwa zajęły pierwsze miejsce. Łącznie przedstawiciele sześciu państw zajęli miejsca w pierwszej trójce.
| Miejsce | Państwo  | Złoto | Srebro | Brąz | Razem |
| ------- | -------- | ----- | ------ | ---- | ----- |
| 1.      | Francja  | 1     | –      | –    | 1     |
| 1.      | Norwegia | 1     | –      | –    | 1     |
| 1.      | Szwecja  | 1     | –      | –    | 1     |
| 4.      | Austria  | –     | 3      | 1    | 4     |
| 5.      | Belgia   | –     | –      | 1    | 1     |
| 5.      | USA      | –     | –      | 1    | 1     |
| Razem   | Razem    | 3     | 3      | 3    | 9     |

### Łyżwiarstwo szybkie
Łyżwiarstwo szybkie rozegrano 13 lutego. W trzech konkurencjach wystartowało 40 mężczyzn z 12 krajów.
Trzy państwa zdobyły medale w tej dyscyplinie. Najwięcej medali wywalczyli Norwegowie (6), niewiele mniej Finowie (4), poza tym jeden przypadł w udziale Amerykanom. Klasyfikacja medalowa tej dyscypliny przedstawia się w takiejże kolejności. Indywidualnie trzy medale zdobył Bernt Evensen.
| Miejsce | Państwo   | Złoto | Srebro | Brąz | Razem |
| ------- | --------- | ----- | ------ | ---- | ----- |
| 1.      | Norwegia  | 2     | 1      | 3    | 6     |
| 2.      | Finlandia | 2     | 1      | 1    | 4     |
| 3.      | USA       | –     | –      | 1    | 1     |
| Razem   | Razem     | 4     | 2      | 5    | 11    |

### Kombinacja norweska
35 zawodników wystąpiło w jednej konkurencji kombinacji norweskiej, którą rozegrano w dniach 17–18 lutego.
Wszystkie trzy miejsca na podium zajęli Norwegowie, a zwyciężył Johan Grøttumsbråten.
| Miejsce | Państwo  | Złoto | Srebro | Brąz | Razem |
| ------- | -------- | ----- | ------ | ---- | ----- |
| 1.      | Norwegia | 1     | 1      | 1    | 3     |
| Razem   | Razem    | 1     | 1      | 1    | 3     |

### Skeleton

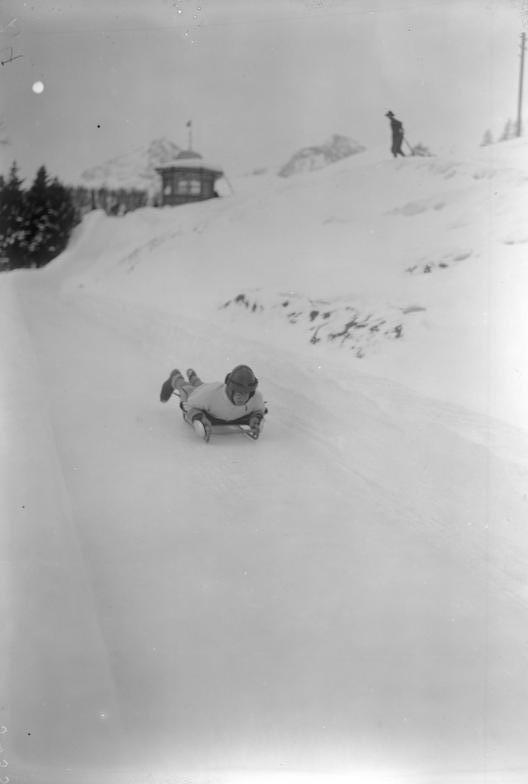
Jeden z zawodników podczas zawodów skeletonu

Podobnie jak w kombinacji norweskiej, skeleton składał się z jednej konkurencji. Rozegrano ją 17 lutego, a wystąpiło w niej tylko 10 zawodników.
Miejsca na podium zajęli amerykańscy bracia Jennison i Jack Heaton oraz Brytyjczyk David Carnegie.
| Miejsce | Państwo         | Złoto | Srebro | Brąz | Razem |
| ------- | --------------- | ----- | ------ | ---- | ----- |
| 1.      | USA             | 1     | 1      | –    | 2     |
| 2.      | Wielka Brytania | –     | –      | 1    | 1     |
| Razem   | Razem           | 1     | 1      | 1    | 3     |

### Skoki narciarskie
Także w skokach narciarskich rozegrano jedną konkurencję. W zawodach, które odbyły się 18 lutego, startowało 38 zawodników z 13 krajów.
W skokach na skoczni dużej najlepszy był Alf Andersen, który pokonał rodaka Sigmunda Ruuda i Czechosłowaka Rudolfa Burkerta.
| Miejsce | Państwo        | Złoto | Srebro | Brąz | Razem |
| ------- | -------------- | ----- | ------ | ---- | ----- |
| 1.      | Norwegia       | 1     | 1      | –    | 2     |
| 2.      | Czechosłowacja | –     | –      | 1    | 1     |
| Razem   | Razem          | 1     | 1      | 1    | 3     |

## Multimedaliści
Na tych igrzyskach medale zdobyło ponad 80 zawodników, z czego tylko pięciu zdobyło ich co najmniej dwa. Najwięcej wywalczył Bernt Evensen, który zdobył po jednym medalu z każdego kruszcu. Clas Thunberg i Johan Grøttumsbråten jako jedyni zdobyli dwa złote medale, zaś Jennison Heaton był jedynym atletą, który zdobył dwa medale dla Stanów Zjednoczonych. Dwa medale zdobył także Ivar Ballangrud z Norwegii.
Najstarszym z wymienionej piątki był Clas Thunberg, który na igrzyskach miał już blisko 35 lat, najmłodszy zaś był Evensen (niespełna 23 lata). Najstarszym medalistą ogółem był amerykański bobsleista Jay O’Brien (mający wówczas prawie 45 lat), najmłodszym zaś Thomas Doe, również amerykański bobsleista (mający nieco ponad 15 lat i 4 miesiące).
| Miejsce | Zawodnik             | Państwo   | Dyscyplina                            | Złoto | Srebro | Brąz | Razem |
| ------- | -------------------- | --------- | ------------------------------------- | ----- | ------ | ---- | ----- |
| 1.      | Johan Grøttumsbråten | Norwegia  | biegi narciarskie kombinacja norweska | 2     | –      | –    | 2     |
| 1.      | Clas Thunberg        | Finlandia | łyżwiarstwo szybkie                   | 2     | –      | –    | 2     |
| 3.      | Bernt Evensen        | Norwegia  | łyżwiarstwo szybkie                   | 1     | 1      | 1    | 3     |
| 4.      | Jennison Heaton      | USA       | bobsleje skeleton                     | 1     | 1      | –    | 2     |
| 5.      | Ivar Ballangrud      | Norwegia  | łyżwiarstwo szybkie                   | 1     | –      | 1    | 2     |

## Dyscypliny pokazowe
W dyscyplinach pokazowych odbyły się tylko dwie konkurencje w dwóch dyscyplinach sportowych. Na podium stanęli reprezentanci trzech krajów – Szwajcarii, Norwegii i Finlandii. W takiej kolejności umieszczone są w tabeli poniżej.
| Miejsce | Państwo    | 1. miejsca | 2. miejsca | 3. miejsca | Razem |
| ------- | ---------- | ---------- | ---------- | ---------- | ----- |
| 1.      | Szwajcaria | 1          | 1          | 2          | 4     |
| 2.      | Norwegia   | 1          | –          | –          | 1     |
| 3.      | Finlandia  | –          | 1          | –          | 1     |
| Razem   | Razem      | 2          | 2          | 2          | 6     |

### Patrol wojskowy
12 lutego rozegrano jedyną konkurencję w patrolu wojskowym – odpowiedniku późniejszego biathlonu. Wystąpiło 36 zawodników z dziewięciu drużyn narodowych.
W zawodach zwyciężyła czteroosobowa norweska drużyna (w oficjalnych sportach olimpijskich wystąpiło trzech z nich), która wyprzedziła Finów i gospodarzy igrzysk.
| Miejsce | Państwo    | 1. miejsca | 2. miejsca | 3. miejsca | Razem |
| ------- | ---------- | ---------- | ---------- | ---------- | ----- |
| 1.      | Norwegia   | 1          | –          | –          | 1     |
| 2.      | Finlandia  | –          | 1          | –          | 1     |
| 3.      | Szwajcaria | –          | –          | 1          | 1     |
| Razem   | Razem      | 1          | 1          | 1          | 3     |

### Skijöring
W skijöringu także rozegrano jedną konkurencję, która odbyła się tego samego dnia, co patrol wojskowy. Wystąpiło co najmniej ośmiu zawodników (wśród nich siedmiu Szwajcarów oraz zapewne jeden zawodnik z Włoch).
Podium zajęła trójka szwajcarskich sportowców – zwycięzcą został Rudolf Wettstein, który wyprzedził Bibiego Torrianiego (dwukrotnego medalistę olimpijskiego w hokeju na lodzie) i nieznanego z imienia Mückenbruna.
| Miejsce | Państwo    | 1. miejsca | 2. miejsca | 3. miejsca | Razem |
| ------- | ---------- | ---------- | ---------- | ---------- | ----- |
| 1.      | Szwajcaria | 1          | 1          | 1          | 3     |
| Razem   | Razem      | 1          | 1          | 1          | 3     |